# Малинівка (Волноваський район)
Мали́нівка — село Хлібодарівської сільської громади Волноваського району Донецької області України. Відстань до райцентру становить близько 15 км і проходить автошляхом місцевого значення.

## Населення

### Мова
Розподіл населення за рідною мовою за даними перепису 2001 року:
| Мова            | Кількість | Відсоток |
| --------------- | --------- | -------- |
| російська       | 200       | 76.63%   |
| українська      | 58        | 22.22%   |
| інші/не вказали | 3         | 1.15%    |
| Усього          | 625       | 100%     |

За даними перепису 2001 року населення села становило 261 особу, з них 22,22 % зазначили рідною мову українську та 76,63 % — російську.